# Circondario del Burgenland
Il circondario del Burgenland (in tedesco Burgenlandkreis) è uno dei circondari della Sassonia-Anhalt, in Germania. Il capoluogo è Naumburg (Saale), il centro maggiore Weißenfels.

## Storia
È stato creato il 1º luglio 2007 con l'accorpamento del circondario di Weißenfels al vecchio circondario omonimo.

## Geografia antropica

### Suddivisioni amministrative
(Abitanti il 31 dicembre 2022)
| Comuni (Einheitsgemeinden) 1. Elsteraue (7 886) 2. Hohenmölsen, Città (9 457) 3. Lützen, Città (8 439) 4. Naumburg (Saale), Città (32 289) 5. Teuchern, Città (7 974) 6. Weißenfels, Città (39 041) 7. Zeitz, Città (27 976) Comunità amministrative (Verbandsgemeinden) * Sede della comunità - 1. Verbandsgemeinde An der Finne 1. An der Poststraße (1 666) 2. Bad Bibra, Città * (2 635) 3. Eckartsberga, Città (2 275) 4. Finne (1 149) 5. Finneland (1 028) 6. Kaiserpfalz (1 652) 7. Lanitz-Hassel-Tal (1 050) | - 2. Verbandsgemeinde Droyßiger-Zeitzer Forst 1. Droyßig * (1 910) 2. Gutenborn (1 763) 3. Kretzschau (2 376) 4. Schnaudertal (905) 5. Wetterzeube (1 678) - 3. Verbandsgemeinde Unstruttal 1. Balgstädt (1 078) 2. Freyburg (Unstrut), Città * (4 596) 3. Gleina (1 177) 4. Goseck (1 016) 5. Karsdorf (1 453) 6. Laucha an der Unstrut, Città (2 798) 7. Nebra (Unstrut), Città (3 085) | - 4. Verbandsgemeinde Wethautal 1. Meineweh (1 001) 2. Mertendorf (1 579) 3. Molauer Land (1 013) 4. Osterfeld, Città * (2 412) 5. Schönburg (1 070) 6. Stößen, Città (908) 7. Wethau (877) |